# Rewind (dj-techniek)
Een rewind is een dj-techniek waarbij muziek op een grammofoonplaat of compact disc wordt ingemixt in een ander nummer, en het nieuwe nummer binnen enkele tientallen seconden na het wegmixen van het eerste nummer wordt gestopt door middel van versnelling, vertraging of back spinning (achterwaarts afspelen in variabele snelheid). Het nieuwe nummer wordt vervolgens vanaf het begin opnieuw opgezet door de dj. Deze techniek wordt met name gebruikt door dj's uit de dubstep-, jungle- en reggaecultuur, niet of nauwelijks in bijvoorbeeld techno of house.
De rewind wordt uitsluitend gebruikt bij populaire platen en heeft ten doel het publiek te laten reageren en op te zwepen. Een natuurlijke reactie van een publiek op een rewind is het schreeuwen en joelen om meer muziek. Hierbij wordt vaak een voor de muzieksoort typische yell gebruikt (bijvoorbeeld Bo! bij reggae en Brap! bij dubstep). Het opzwepende karakter zit in de herkenning van het populaire nummer, het willen en gaan dansen en daarin onderbroken worden, wetende dat het geduld beloond gaat worden.
De relatieve stilte die ontstaat na het stilzetten van de plaat en tijdens het intro van de opnieuw opgezette plaat wordt soms door de MC gebruikt om het publiek te enthousiasmeren.